# Don Quijote von der Mancha
Don Quijote von der Mancha ist ein vierteiliger Fernsehfilm aus dem Jahre 1965, der unter Federführung der Produzenten Walter Ulbrich und Henry Deutschmeister als deutsch-französische Koproduktion entstand. Der Film ist der zweite aus der Reihe der 16 ZDF-Adventsvierteiler, die zwischen 1964 und 1983 entstanden, zugleich der letzte, der in Schwarzweiß gedreht wurde. Erzählt wird auf der Grundlage des weltberühmten Romans von Miguel de Cervantes die Geschichte des Don Quijote de la Mancha.

## Handlung
Verwirrt von Rittergeschichten und deren ruhmreichen Taten, macht sich Don Alonso als Don Quijote de la Mancha mit seinem Freund und treuen Knappen Sancho Pansa unerschrocken als fahrender Ritter auf, um Großes zu vollbringen. Mit klappriger Rüstung und einer Barbierschüssel als Helm kämpft er gegen Windmühlen, hält Wäscherinnen für Prinzessinnen und Mönche für böse Zauberer. Während Don Quijote all seine Taten und den ganzen Ruhm seiner Herzensdame, der allerschönsten Jungfrau Dulcinea, weiht, trägt er zur Belustigung aller Beteiligten bei.

## Kritiken
„Diese Mammutverfilmung wurde immer dichter, gewann Tempo und machte etwas von der tragischen, grotesken Kraft des Romans sichtbar.“

## Sonstiges
- Die Einschaltquoten in Deutschland lagen mit 27 Prozent beim ersten Teil und jeweils 15 Prozent bei den übrigen Teilen weit unter den Sehbeteiligungen der anderen Adventsvierteiler.
- Für Frankreich ist unter anderer Leitung eine etwas abgeänderte Produktion in 13 Teilen à 26 Minuten entstanden.
- Kritik rief seinerzeit vor allem die Synchronisation Josef Meinrads hervor, da hierdurch seine als markant bekannte Stimme nicht zu hören war. Meinrad wurde von Robert Graf synchronisiert, Roger Carel von Klaus Havenstein.
- Der bekannte spanische Schauspieler Fernando Rey war in mehreren Don-Quijote-Verfilmungen beteiligt (u. a. in dieser Produktion als Herzog, 1947 als Samson Carrasco und 1991 als Don Quijote selbst).
- Nach der letzten Fernsehausstrahlung 1976 gab es lange Zeit nur wenig Hoffnung auf eine Wiederaufführung, da das gelagerte Filmmaterial im Laufe der Zeit stark beschädigt war und eine Restaurierung als zu kostspielig erschien. Für die DVD-Veröffentlichung 2006 machte man sich dann doch an eine Wiederaufbereitung.

## Medien
Filmmusik
- Don Quichotte, 1 EP, Barclay 70.980 M (Frankreich 1966)
- Abenteuer-Klassiker – Originalmusik aus den legendären TV-Vierteilern, 2 CDs, BSC Music/Cine Soundz Prudence 398.6619.2 (Deutschland 2001)

DVD
- Don Quijote von der Mancha (2 DVDs), Concorde Home Entertainment 2006

Literatur
- Oliver Kellner & Ulf Marek: Seewolf & Co. - Die großen Abenteuer-Vierteiler des ZDF, Schwarzkopf und Schwarzkopf, ISBN 3896026321